# هانس فان دير زي
هانس فان دير زي (بالهولندية: Hans van der Zee)‏ هو مدرب كرة قدم هولندي، ولد في 15 يناير 1956.

## وصلات خارجية
- هانس فان دير زي على موقع ديسكوغز (الإنجليزية)